# 2021년 키르기스스탄 대통령 선거
2021년 키르기스스탄 대통령 선거는 2020년 대규모 시위로 대통령이 하야한 상태로 2021년 1월 10일에 진행된 조기선거이다. 당선인은 임시 대통령 권한 진행을 하였던 사디르 자파로프이며 17명의 후보중 약 79% 가량을 득표하며 당선되었다.